# Hans-Joachim Hecht
Pour les articles homonymes, voir Hecht.
Hans-Joachim Hecht (Hajo Hecht) est un joueur d'échecs allemand né le 29 janvier 1939 à Luckenwalde. De 1970 à 1974, il mena une carrière de joueur professionnel, avant de prendre un emploi de fonctionnaire. Champion d'Allemagne de l'Ouest en 1970 et 1973 (championnat international open de RFA à Dortmund), il reçut le titre de Grand maître international en 1974 et celui de maître international du jeu d'échecs par correspondance en 1980. Il représenta l'Allemagne de l'Ouest lors de dix olympiades de 1962 à 1986.

## Palmarès
Hecht a remporté les tournois de 

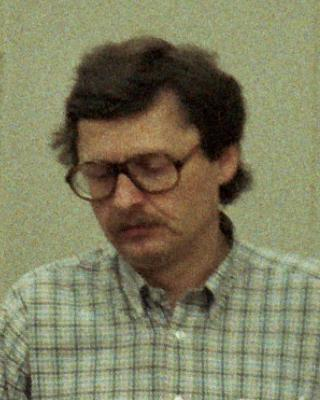
Hans-Joachim Hecht à l'olympiade d'échecs de 1986 à Dubaï.

- Bad Pyrmont 1970 (ex æquo avec Aleksandar Matanović et Mato Damjanović[2]),
- Olot 1971,
- Malaga 1972 (tournoi Costa del Sol),
- Montilla-Moriles 1972,
- Dortmund 1973 (championnat international open d'Allemagne, ex æquo avec Boris Spassky et Ulf Andersson, devant Paul Keres).

Il finit troisième du tournoi de Wijk aan Zee en 1974.
Dans les olympiades, Hecht obtint son meilleur résultat individuel lors de l'olympiade d'échecs de 1980 à La Vallette. Il jouait au deuxième échiquier de l'équipe d'Allemagne de l'Ouest et marqua 9 points sur 13 (69 % des points), réalisant le quatrième meilleur score au deuxième échiquier.
Lors du championnat du monde d'échecs par équipe de 1985 à Lucerne, Hecht remporta la médaille d'or individuelle au cinquième échiquier.